# NGC 3271
NGC 3271 je galaksija u zviježđu Zračnoj pumpi.

## Vanjske poveznice
- SEDS: NGC 3271